# Necròpolis etrusques de Cerveteri i Tarquinia
Les necròpolis etrusques de Cerveteri i Tarquinia són unes necròpolis situades a les províncies italianes de Roma i Viterbo. Es van anar construint entre els segles IX i I abans de Crist. Foren inscrites el 2004 com a Patrimoni de la Humanitat per UNESCO.
Està formada per més de 6.000 tombes. D'entre elles hi ha una tomba d'una princesa del segle vi abans de Crist aproximadament.